# Buranovské babičky
Buranovské babičky (rusky Бурановские бабушки, udmurtsky Брангуртысь песянайёс) je pěvecký soubor založený v sedmdesátých letech dvacátého století ve vesnici Buranovo, která leží v ruské autonomní republice Udmurtsko 30 km od hlavního města Iževska. Věk zpěvaček se pohybuje okolo sedmdesáti let, jejich repertoár zahrnuje udmurtský folklór i světové hity pop music a rocku, vystupují v lidových krojích. Se zpěvačkou Varvarou nahrály píseň „А не пойду замуж я“. Skupina reprezentovala Rusko na Eurovision Song Contest 2012 v Baku se skladbou „Party for Everybody“, kde skončila ve finále na druhém místě. Peníze, které získaly za účast v soutěži, členky souboru věnovaly na vybudování kostela ve své obci. Buranovským babičkám byl udělen titul národních umělkyň Udmurtské republiky.

## Členky
- Anna Prokopjevová
- Valentina Serebrennikovová
- Jekatěrina Antonovová

### Bývalé
- Natalja Jakovlevna Pugačovová (1935–2019)
- Graňa Ivanovna Bajsarovová (* 1949)
- Alevtina Gennadijevna Begiševová (* 1958)
- Zoja Sergejevna Dorodovová (* 1940)
- Galina Nikolajevna Koněvová (* 1938)
- Valentina Semjonovna Pjatčenková (* 1937)
- Olga Nikolajevna Túktarevová (* 1968)
- Jekatěrina Semjonovna Škljaevová (* 1937)
- Jelizaveta Filippovna Zarbatovová (1927–2014)